# 도량동
도량동(道良洞)은 대한민국 경상북도 구미시 도심의 북부에 위치한 동이다.

## 개요
도량동은 야은 길재 선생의 학문과 유학의 도가 통한 골이라 하여 ‘도동’ 즉 ‘도를 가르쳐 널리 깨우친다’는 뜻으로 도량(道良)이라 불리면서 법정동명도 1914년 7월 15일, 상율, 하율, 도촌, 송동, 관동 일부, 고기동 잔부를 병합하여 도량동이라 하였다.

## 역사
- 1914년 7월 15일 상율동, 하율동, 도촌, 송동, 관동 일부 및 고기동 잔부를 합하여 도량동 설치[2]
- 1978년 2월 15일 : 구미시 승격으로 도량동, 지산동, 양호동 일부를 합하여 도산동 설치[3]
- 1995년 3월 1일 : 도산동을 지산동과 도량동으로 분리 도량동 설치[4]

## 교육 기관
- 도봉초등학교
- 도량초등학교
- 야은초등학교
- 도량중학교
- 선주중학교
- 도송중학교
- 선주고등학교
- 경구고등학교

## 아파트
| 단지명                 | 건설사              | 시행사                                    | 주소          | 입주        | 비고                    |
| ---------------------- | ------------------- | ----------------------------------------- | ------------- | ----------- | ----------------------- |
| 도량주공 3단지         | 신영건설㈜          | 대한주택공사                              |               | 1993년 5월  |                         |
| 도량주공 4단지         | 두진종합건설㈜      | 대한주택공사                              |               | 1995년 7월  |                         |
| 도량그린빌 2단지       | 진덕산업            | 대한주택공사                              | 도봉로5길 21  | 2003년 12월 |                         |
| 도량2지구 주공3단지    | 진덕산업            | 대한주택공사                              | 도봉로5길 33  | 2003년 12월 | 국민임대                |
| 도량 뜨란채 5단지      | 삼융건설㈜ 동부건설 | 대한주택공사                              | 도봉로 67     | 2006년 3월  |                         |
| 도량 휴먼시아          | 경일건설㈜          | 대한주택공사                              | 도봉로 62     | 2007년 5월  |                         |
| 도산 휴먼시아          | (합)성화종합건설    | 대한주택공사                              | 문장로12길 45 | 2008년 7월  | 국민임대                |
| 도량 롯데캐슬 골드파크 | 롯데건설            | 도량일이주공아파트 주택재건축정비사업조합 | 문장로 111    | 2019년 4월  | 도량주공 1·2단지 재건축 |

- 도량 한빛타운 - 1995년 3월 입주 / 신림종합건설
- 도량 파크맨션 - 1994년 7월 입주 / 대백종합건설